# Joseph Fleuriau d'Armenonville
Pour les articles homonymes, voir Fleuriau et Armenonville.
Joseph Jean-Baptiste Fleuriau d'Armenonville, né à Paris le 22 janvier 1661 et mort au château de Madrid le 27 novembre 1728, est un financier, magistrat et homme politique français. Issu du conseil des finances de Louis XIV, il devient secrétaire d'État aux Affaires étrangères puis à la Marine sous la Régence et garde des sceaux de Louis XV.

## Ascension aux finances
Joseph Fleuriau nait dans un milieu de grands bourgeois, de juristes et de financiers. Il représentera la robe, dont Louis XIV a besoin pour faire fonctionner un État devenu très complexe sur le plan légal et très problématique sur le plan budgétaire. Il est l'un des quatre fils issus du second mariage de Charles Fleuriau avec Françoise Guillemin, dont le père avait été au service de l'oncle de Louis XIV, Gaston d'Orléans, et qui lui a apporté le fief d'Armenonville près de Maintenon. Il est le frère de Thomas Charles Fleuriau d'Armenonville (1651-1735), membre de la compagnie de Jésus et de Louis-Gaston Fleuriau d'Armenonville (1662-1733), évêque d'Orléans.
Il commence sa carrière avec le soutien de Claude Le Peletier, contrôleur général des finances en 1683 à la suite de Colbert, qui avait épousé sa demi-sœur Marguerite († 1671) et l'engage comme premier commis, c'est-à-dire son collaborateur direct, au sein du secrétariat aux finances qui tient lieu de ministère des finances. Quand son beau-frère quitte sa fonction en 1689, le poste, qui consiste à contrôler les traitants et leur distribuer les fermes des grands du royaume, l'a assez enrichi pour qu'il achète un office de conseiller au Parlement de Metz puis l'année suivante, en 1690, l'une des deux charges d'intendant des finances, ce qui le rendait inamovible.
Cette situation lui permet d'acquérir, à une date inconnue mais antérieure à 1703, un domaine en lisière du Bois, à Boulogne la Petite, un terrain où il fait construire sa résidence personnelle (emplacement de l'actuel hôpital Ambroise Paré). En 1699, il achète au duc d'Uzès, dont il est le créancier, le château de Rambouillet pour la somme de 140 000 livres. En quelques années, il y fait faire pour 500 000 livres de travaux.
Après neuf ans d'intendance, il est nommé  en 1701 bailli et capitaine de Chartres et accède à l'un des deux postes de directeur général des finances créés pour soulager le ministre de la guerre Chamillart, alors chargé également des finances. L'autre directeur des finances est d'abord Hilaire Rouillé du Coudray puis Nicolas Desmarets. Les directeurs siègeront désormais au conseil des finances et les intendants ne seront plus que leurs assistants préparateurs. Pour obtenir ce poste, Armenonville dut verser huit cent mille livres en échange d'une rente de quatre-vingt mille livres annuelles. L'arrangement négocié par Chamillart permettait au Roi d'obtenir un argent frais dont l'origine était évidente tout en s'assurant dix ans de fidélité, et à l'officier de se rendre inamovible et quasiment autorisé à se rémunérer par des commissions discrètes, couvertes par Chamillart et parfaitement connues du Roi, en échange de surtaxations foncières rétrocédées ou de détaxations fiscales accordées aux uns ou aux autres.

## Mise à l’écart par Louis XIV
En 1703, Armenonville voit lui échapper le poste de Contrôleur Général, équivalent de ministre des finances, quoique formellement toujours sous la dépendance de Chamillart. C'est Desmarets, intendant du temps du ministère de feu son oncle Colbert, qui est choisi. Celui-ci « placardise » son rival en rattachant directement à sa fonction les intendants auxquels il dévolue tout le travail du directeur et qu'il érige en rapporteurs exclusifs. Les intendants iront jusqu'à coder leurs documents pour qu'Armenonville ne puisse plus intervenir.
Le 10 mai 1705, l'ascension d'Armenonville est arrêtée par son élévation au titre de Conseiller d'État de semestre. Aussi prestigieux que fût le poste honorifique de Conseiller d'État, Armenonville se voit ainsi fermer la carrière de Contrôleur général. Il peut en théorie être consulté dans tous les Conseils du Roi et sollicité pour rédiger des projets de lois (édits, ordonnances ou décrets) voulu par le Conseil d'en Haut et soumis au Parlement mais en fait le Roi, soutenant son ministre Desmarets qu'il libérera de la tutelle de Chamillart le 20 février 1708, lui donne ce titre pour se débarrasser de lui et lui enjoint de ne plus intervenir en matière de finances. Il lui rembourse pour cela les huit cent mille livres de sa charge, payées par la création de nouveaux offices, ce qu'Armenonville aurait pu légalement contester. Il a préféré se soumettre et négocier une clémence et des appuis pour rebondir. Sa nomination au titre de conseiller de semestre et non à l'ordinaire, c'est-à-dire avec des appointements deux fois moindres, était, compte tenu de son ancienneté, une humiliation.
Le Roi, qui appréciait la compagnie de la comtesse de Toulouse, sa belle fille, ainsi que la chasse de Rambouillet et trouvait que le château de Rambouillet était trop beau pour avoir été honnêtement embelli par un membre d'une robe qu'il redoutait assez pour souhaiter son humiliation, exige qu'il soit cédé au comte de Toulouse, son fils illégitime et préféré, en 1706, en échange de 500 000 livres, la capitainerie de la Muette et des chasses du bois de Boulogne, ce qui incluait la jouissance du château de Madrid ; il existe toujours au Bois une mare et un pavillon d'Armenonville.
La chute du ministère Chamillart en 1709 achève le triomphe du clan Colbert mais Armenonville conserve son logement au château de Versailles. Il sort un moment l'ancienne manufacture du château de Madrid de son abandon en y organisant des banquets pour la Cour chassant dans le Bois.

## Rebondissement sous la Régence
Après cette carrière de vingt-deux ans aux finances et de dix ans comme « conseiller » de Louis XIV, il profite, alors qu'il a cinquante cinq ans, de la Régence, qui commence précisément par le renvoi de l'impopulaire Desmarets, pour tenter sa chance de nouveau. En 1716, l'intendance étant supprimée par le Régent, il achète au Chancelier Daniel Voysin de La Noiraye pour 400 000 livres la charge de secrétaire d'État aux Affaires étrangères qui ne correspondait à aucune fonction depuis l'instauration de la polysynodie et n'était, selon le mot de Saint-Simon, « qu'une carcasse inanimée de charge, mais qui pouvait se relever et passer à son fils ». Le 25 août 1721, Fleuriau d'Armenonville obtient effectivement pour son fils, Charles Jean Baptiste Fleuriau de Morville (1686-1732), la survivance de son secrétariat d'État aux Affaires étrangères, auquel le Roi, le Régent étant mort, le nommera secrétaire le 16 août 1723. Ce népotisme, déjà pratiqué par Colbert, était encouragé par le Cardinal Dubois qui y trouvait là un moyen de concentrer un pouvoir rendu inefficace, sous ce régime un peu utopique de la polysynodie, par sa dissolution dans de nombreuses commissions.
Le 24 septembre 1718, Armenonville, pièce docile et affable mais active dans le jeu d'influence de la Cour, est nommé secrétaire d'État à la Marine en remplacement du comte de Toulouse, bâtard légitimé de feu Louis XIV ainsi éliminé du conseil de Régence. Armenonville était vengé de son expropriation de 1706. En même temps le Régent affichait de cette façon son rejet d'une époque de turpitudes et restaurait l'honneur de la robe. En octobre et début novembre 1720, pendant la banqueroute de Law, lui-même étant un homme d'argent, il préside, avec élégance mais une incompétence qu'il se reconnait, la chambre des vacations (connaissant les affaires durant les vacances de la chambre des requêtes) de Paris.
Vers 1720, alors qu'il a environ soixante ans, sa propre femme étant décédée, il épouse secrètement Madame Morin, d'environ quinze ans sa cadette, elle-même veuve.

## Consécration et disgrâce sous Louis XV
Il reste ministre de la Marine jusqu'au 28 février 1722, date à laquelle il cède la place à son fils pour être lui-même nommé le 1er mars 1722 garde des sceaux de France en remplacement du chancelier d'Aguesseau disgracié. Cette nomination lui était value pour la grande proximité qu'il avait sue instaurer avec le Cardinal Dubois que Louis XV nouvellement sacré confirmera le 25 octobre avec le titre de premier ministre. Armenonville, qui maîtrisait les rouages de la finance publique pour l'avoir dirigée, passait en effet pour être l'agent corrupteur du gouvernement. Ce qui était attendu du garde des sceaux, dont la fonction officielle était principalement de convoquer le Parlement et de promulguer un résultat des délibérations qui ne soit pas contraire à la volonté du Roi, c'était de savoir ajuster les rapports entre le gouvernement et les parlementaires.
Son doigt fut pris entre ce marteau et l'enclume. Bien évidemment, les traces des avantages en espèce distribués à ses fins n'ont pas été conservées mais le trafic des offices était une chose tout à fait banale. Pour avoir eu la maladresse, caractéristique d'un ministre plus courtisan que juriste, de prendre un arrêt en faveur d'un protégé du roi en violation du droit, le Roi lui fait rendre le 17 août 1727, cette charge au Chancelier d'Aguesseau, revenu en grâce. Armenonville n'est qu'à un an de sa mort. Il obtient pour indemnité une pension de trente six mille livres soit l'équivalent d'un peu plus de onze kilogrammes d'or en pièces, ce qui s'appelait être en disgrâce.
Ses archives sont conservées dans le fonds Crussol (6 AP) aux Archives nationales.